# Роден, Джордж
Джордж Винсент Роден (англ. George Vincent Rhoden; 13 декабря 1926, Кингстон — 24 августа 2024, США) — ямайский легкоатлет (бег на короткие дистанции, эстафетный бег), двукратный олимпийский чемпион, чемпион и призёр Игр Центральной Америки и Карибского бассейна, олимпийский и мировой рекордсмен.

## Карьера
На летних Олимпийских играх 1948 года в Лондоне Роден выступал в беге на 400 метров и эстафете 4×400 метров. В первой дисциплине он не смог пробиться в финальный забег, а во второй сборная Ямайки также осталась за чертой медалистов.
На следующей Олимпиаде в Хельсинки в беге на 400 метров стал чемпионом, попутно установив олимпийский рекорд — 45,9 с. В эстафете 4×400 метров в первом же забеге соревнований сборная Ямайки установила олимпийский рекорд (3.12,13 с), а в финальном забеге победила с мировым рекордом (3.03,9 с).
Джордж Роден изображён на марке Ямайки 1980 года.
Умер 24 августа 2024 года в возрасте 97 лет.